# Erik Bengtsson (kommunalpolitiker)
Erik Gotthard Bengtsson, född 5 maj 1904 i Halmstad, död där 5 augusti 1976 (trafikolycka), var en svensk socialdemokratisk kommunalpolitiker.
Bengtsson, som var son till byggnadssnickare Johan Bengtsson och Emma Andersson, var anställd vid Halmstads järnverk 1923–1946, ombudsman i Svenska metallindustriarbetareförbundets avdelning 3 i Halmstad 1946–1947, utredningsman vid och ordförande i Halmstads stads lönenämnd 1947–1958, ordförande i drätselkammaren i Halmstads stad sedan 1948 och drätselchef 1960–1970. Han var styrelseledamot i Sveriges Kreditbank i Halmstad sedan 1965 och i Halmstads Fastighets AB sedan 1950. Han var ledamot av Hallands läns landsting sedan 1946, stadsfullmäktige sedan 1935 och lasarettsdirektionen i Halmstad sedan 1959.